# Club Deportivo Muxes
El Club Deportivo Muxes es un equipo de fútbol mexicano que juega en la Tercera División, fue fundado en diciembre de 2018 y es el primer club profesional en México reconocido como LGBT y por lo tanto es considerado como el primer equipo representante de la comunidad del país norteamericano.

## Historia
El equipo fue creado en diciembre de 2018 con el objetivo de representar a la comunidad LGBT y a aquellas personas que les otorgan apoyo, ya que no existía ningún club representante, además de buscar un trato igualitario para la comunidad y demostrar su capacidad de juego. En un principio, el equipo participó en competiciones de Fútbol 7, para posteriormente pasar a jugar en el Sector Amateur del Fútbol Mexicano.
El nombre del club se eligió como un homenaje a los Muxe, que de acuerdo con la tradición zapoteca son el género que define a una persona nacida con genitales masculinos que asume roles femeninos en cualquiera de los ámbitos social, sexual y/o personal. Por esto mismo, el club luce una rosa en el escudo y su uniforme ya que forma parte de la vestimenta tradicional de ese grupo. Este mismo origen y la orientación del club han provocado problemas de homofobia debido a la falta de aceptación de la comunidad LGBT en diversos sectores de la sociedad mexicana.
En 2020 el club se afilió a la Federación Mexicana de Fútbol Asociación, esto para poder participar en las competencias profesionales del sistema de ligas del fútbol mexicano. En septiembre de 2020 el Club Deportivo Muxes fue anunciado como integrante de la Tercera División, siendo colocado en el Grupo 4, junto con otros equipos de la zona del Valle de México. Antes de iniciar la temporada, los Muxes disputaron un partido amistoso contra el Club Deportivo Irapuato, el cual finalizó con una victoria de 3-2 en favor del equipo capitalino.
El 25 de septiembre disputaron su primer partido oficial correspondiente a la jornada 1 de la Temporada 2020-2021 de la Tercera División ante el Fútbol Club Politécnico. El encuentro concluyó con una victoria en favor del Club Deportivo Muxes por 0-4, Pablo de la Rosa marcó el primer gol en la historia del equipo en competencias profesionales. El equipo finalizó la temporada regular con 77 puntos producto de 23 victorias, cinco empates y ocho derrotas, además de tres puntos extras conseguidos tras ganar las correspondientes series de penales señaladas como desempate por el reglamento de la liga, con estos números el club consiguió clasificarse a la liguilla de ascenso en su primera temporada como un equipo participante del fútbol profesional.

## Temporadas
| Temporada | División           | Posición               |
| --------- | ------------------ | ---------------------- |
| 2020/21   | 5.Tercera División | 5o. Grupo IV (Octavos) |
| 2021/22   | 5.Tercera División | 1.º Grupo IV (Cuartos) |
| 2022/23   | 5.Tercera División | 2.º Grupo IV (Cuartos) |